# Allande
Allande è un comune spagnolo  situato nella comunità autonoma delle Asturie, comarca del Narcea.